# Schönström
Schönström är ett svenskt efternamn, som burits dels av en utslocknad adelsätt, härstammande från Dalarna, dels av ofrälse personer. Den 31 december 2014 var 204 personer med efternamnet Schönström bosatta i Sverige. Den adliga ätten upptog namnet Schönström vid adlandet, och nuvarande bärare av namnet är inte släkt med den adliga ätten.

## Personer med efternamnet Schönström
- Abraham Daniel Schönström (1729–1809), generalmajor
- Albrecht Schönström – flera personer
  - Albrecht Schönström (1684–1740), överstelöjtnant
  - Albrecht Schönström (1733–1796), överstelöjtnant
- Fritiof Schönström (1844–1904), ciselör
- Johan Albrecht Schönström (1727–1783), konteramiral
- Margareta Schönström (1899–1982), skådespelare och sångerska
- Peter Schönström – flera personer
  - Peter Schönström (1644–1692), bergsämbetsman och bruksägare
  - Peter Schönström (1682–1746), överstelöjtnant och historisk författare
  - Peter Schönström (1720–1790), överstelöjtnant
  - Peter Schönström (1766–1838), överste och politiker
- Ulla Billquist, född Schönström (1907–1946), schlagersångerska
- Ulrica Schönström (1694–1757), hovfunktionär

## Adliga ätten Schönström, nummer 1056
Den adliga, numera utslocknade ätten, härstammade från bergsmannen Daniel Isaksson från Sveden gård i Falun som var gift med Anna Bullernaesia. Sönerna tog namnet Svedberg efter gården, däribland biskopen Jesper Svedberg vars barn adlades Swedenborg, och Peter Svedberg (1644-1692).
Peter Svedberg var assessor i Bergskollegium, blev bergmästare i Öster- och Västerdalarna 1675 och adlad 1683 varvid han antog namnet Schönström. Han ägde järnbruken Bernshammar, Jönsarbo och Karmansbo i Västmanland. Ätten introducerades på nummer 1056 år 1686. Peter Schönström fick barn i båda äktenskapen, men ätten fortlevde på svärdssidan med två söner i första äktenskapet, överstelöjtnanterna Peter och Albrecht Schönström. En dotter i första äktenskapet var hustru till Olof Rudbeck d.y. och en annan, i andra äktenskapet blev stammoder till ätten Örnsköld.
Släkten utslockande på svärdssidan 1848.

### Personer från adliga ätten Schönström
- Peter Svedberg, adlad Schönström (1644–1692), bergämbetsman, gift med Anna Margareta Behm och Anna Maria Reenstierna
- Peter Schönström (1682–1746), militär och historisk författare, gift med Agneta Skogh
- Albrecht Schönström (1684–1740), överstelöjtnant, gift med Ulrika Adlersten
- Peter Schönström (1720–1790), överstelöjtnant, gift med Mariana Warmholtz
- Johan Albrecht Schönström (1727–1783), konteramiral, ogift
- Abraham Daniel Schönström (1729–1809), generalmajor, gift med Anna Helena Hästesko-Fortuna
- Albrecht Schönström (1733–1796), överstelöjtnant, gift med Hedvig Sophia von Schantz
- Peter Schönström (1766–1838), militär och politiker, gift med friherrinnan Ulrika Christina Falkenberg af Trystorp
- Ulrika Schönström (1693–1757), hovfunktionär, född Adlersten, gift med Albrecht Schönström

### Släktträd (urval)
- Peter Schönström (1644–1692), bergmästare, adlad
  - Peter Schönström (1682–1746) överstelöjtnant, historisk författare
    - Peter Schönström (1720–1790), överstelöjtnant
      - Peter Schönström (1766–1838), överste  och politiker

    - Johan Albrecht Schönström (1727–1783), konteramiral

  - Albrecht Schönström (1684–1740) överstelöjtnant, gift med Ulrica Schönström (1694–1757), hovfuntionär
    - Albrecht Schönström (1733–1796), överstelöjtnant

  - Abraham Daniel Schönström (1729–1809), generalmajor